# Sonchus fruticosus
Espèce
Sonchus fruticosus est une plante à fleurs de la famille des Asteraceae endémique à l'île de Madère.

## Description
- Arbuste pouvant atteindre 4 m de haut, avec des branches ligneuses.
- Les feuilles, longues de 50 cm sont découpées et montées en couronne au bout des branches[1].

## Répartition
Sonchus fruticosus se rencontre dans la laurisylve de Madère.

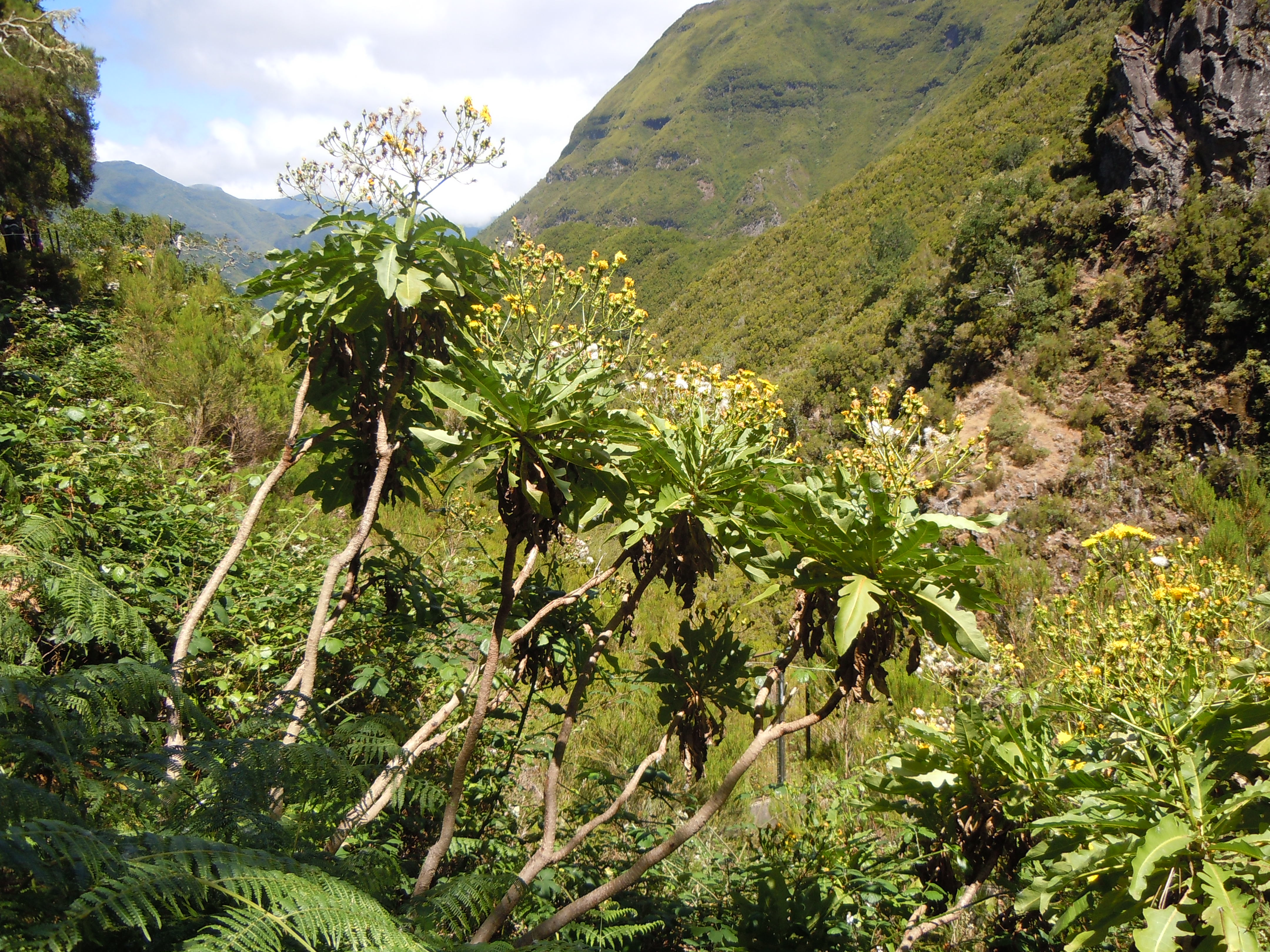
Sonchus fruticosus, Levada des 25 sources, à Madère.
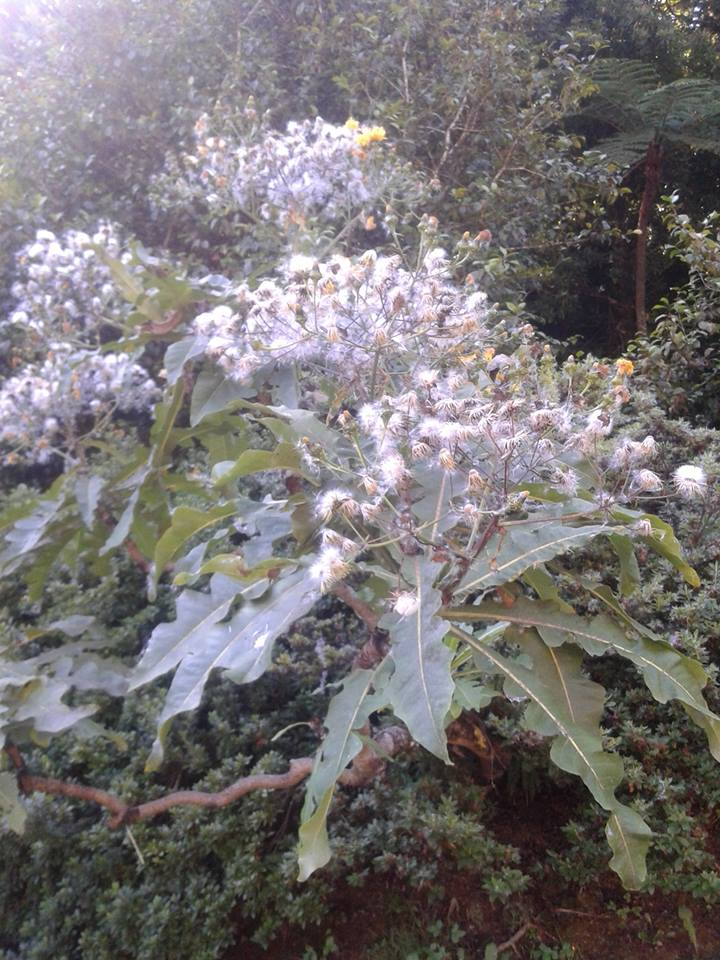
Infructescence.